# برنزکام (کالیفرنیا)
برنزکام (به انگلیسی: Branscomb) یک منطقهٔ مسکونی در ایالات متحده آمریکا است که در شهرستان مندوسینو، کالیفرنیا واقع شده‌است. برنزکام ۴۷۷ متر بالاتر از سطح دریا واقع شده‌است.